# 弘文社
株式会社弘文社（こうぶんしゃ）は、大阪市東住吉区に本社を置く日本の出版社。

## 概要
国家資格の試験対策書をメインとした資格書のシリーズ、「国家・資格シリーズ」を展開している。同シリーズのうち主なものとしては、『これだけ！甲種危険物試験 合格大作戦!!』『わかりやすい！第4類消防設備士試験』『本試験によく出る！第4類消防設備士問題集』『よくわかる 3級QC検定 合格テキスト』などが挙げられる。

## 本社所在地
- 大阪府大阪市東住吉区中野2-1-27

## 沿革
- 1904年（明治37年） 湯川松次郎が大阪市東区平野町で書籍小売店を創業。
- 1909年（明治42年） 大阪市南区松屋町で明文館として出版業を開業。
- 1926年（昭和元年） 大阪市東区備後町1丁目に移転。「美久仁文庫」を刊行。
- 1930年（昭和05年） 大阪市東区順慶町1丁目に社屋新築、湯川弘文社に社名変更。
- 1945年（昭和20年） 戦災で、住吉大社裏に社屋移転、弘文社に社名変更。
- 1949年（昭和24年） 大阪市阿倍野区相生通に移転。
- 1977年（昭和52年） 大阪市東住吉区中野に社屋を新築し、移転。